# Bonviván
Bonviván (českým synonymem požitkář) je výraz pocházející z francouzské fráze bon viveur, resp. bon vivant, česky dobře žijící (člověk). Znamená někoho, „kdo si dobře žije“, tedy osoba, která si užívá „dobrých věcí života“. Bonviván je definován jako osoba, která si libuje ve vybraných pochoutkách a smyslových prožitcích. Někdy se používá alternativní označení sensualista aj. Termín bývá chápan i ve smyslu člověka majícího gurmánské zážitky francouzského stylu. S termínem se však nepojí pouze příjemný život nebo dobré jídlo a pití, ale je spojen i s dalšími potěšeními.
Samotný pojem bonviván není hanlivý, nicméně vyvolává pocit, že se jedná o osobu neskromnou, poživačnou, přejídající se. Ve své knize Pozor na faux pas (anglicky Mind the Gaffe) profesor Larry Trask upozorňuje, že použití fráze je náročné.